# Sisto Bertoldi
Sisto Bertoldi (Valperga, 26 agosto 1877 – 1949) è stato un generale italiano, distintosi nel corso della guerra italo-etiopica e della seconda guerra mondiale in Africa Orientale Italiana. Insignito della Croce di Cavaliere dell'Ordine militare di Savoia.

## Biografia
Nacque a Valperga il 26 agosto 1877. Arruolatosi nel Regio Esercito venne promosso sottotenente dell'arma di fanteria il 28 gennaio 1897, tenente il 19 giugno 1900, capitano il 17 febbraio 1910 e maggiore il 3 dicembre 1915, in piena prima guerra mondiale. Fu poi promosso tenente colonnello il 29 luglio 1917.
Promosso colonnello il 6 agosto 1918, fu nominato vice capo di stato maggiore del XXVI Corpo d'armata ricoprendo l'incarico sino al mese di ottobre, quando passò come capo di stato maggiore dapprima alla 53ª Divisione fanteria e poi alla 77ª Divisione fanteria. Fu poi comandante del 69º Reggimento fanteria "Sirte" e quindi del 232º Reggimento fanteria "Brennero" dal 1926 al 1932. Promosso generale di brigata il 4 dicembre 1932, in quella stessa data fu nominato comandante della 13ª Brigata fanteria a Udine. Nel febbraio 1934 divenne Ispettore generale presso il Ministero della guerra. Tra l'ottobre e il dicembre 1935 fu comandante della 49ª Divisione fanteria "Metauro", assumendo poi il comando della 29ª Divisione fanteria "Peloritana" operante in Africa Orientale nel corso della guerra d'Etiopia. Il 1 gennaio 1937, promosso generale di divisione, lasciò il comando della Divisione, assumendo l'incarico di comandante delle truppe dell'Harar fino al 15 ottobre 1939, quando fu posto in posizione ausiliaria. Il 17 agosto dello stesso anno era stato promosso generale di corpo d'armata.
Dopo l'entrata in guerra del Regno d'Italia, avvenuta il 10 giugno 1940, e l'inizio della campagna dell'Africa Orientale Italiana dal 3 agosto partecipò alla conquista italiana della Somalia Britannica come comandante della colonna di sinistra dello scacchiere est.  Il primo giorno dell'operazione militare travolse le resistenze avversarie, il 3 agosto occupò con il grosso delle truppe Dabat e con un distaccamento Madda, mentre con una colonna fiancheggiante raggiunse Girreh. Il giorno 5 raggiunse e occupò il porto di Zeila, impedendo di fatto ogni possibile aiuto da parte della Somalia francese alle forze britanniche, mentre la colonna fiancheggiante avanzava su Dobo. Occupata Dobo, raggiunse Loy Ada al confine con la Somalia francese, e subito dopo trasferì le truppe in esubero al presidio del territorio verso le basi di partenza. Si spense nel corso del 1949.

### Fonti
1. 1 2 3 4 5  Generals.
2. 1 2 3  Comando Supremo.
3. ↑   Bollettino ufficiale delle nomine, promozioni e destinazioni negli ufficiali, 1934,  p. 724. URL consultato il 12 marzo 2021.
4. ↑   Bollettino ufficiale delle nomine, promozioni e destinazioni negli ufficiali, 1932,  p. 3748. URL consultato il 12 marzo 2021.
5. 1 2  Stewart 2016, p. 77.
6. 1 2 3  La Civiltà Cattolica n.91, 1940, p. 393.
7. ↑   Ordine militare d'Italia Bertoldi, Sisto, su quirinale.it, Quirinale. URL consultato l'11 febbraio 2023.